# Мирела
Мирела (Пазарџик, 2005) бугарска је поп-фолк певачица.

## Дискографија

### Спотови
| Спот | Година | Режисер               |
| ---- | ------ | --------------------- |
|      | 2023   | Иван Димитров – Torex |
|      | 2023   | Стефан Маринов        |
|      | 2023   | Иван Димитров – Torex |
|      | 2024   | Николај Скерлев       |
|      | 2024   | Виктор Антонов        |
|      | 2024   | Виктор Антонов        |
|      | 2024   | Виктор Антонов        |
|      | 2024   | Иван Димитров – Torex |
|      | 2025   | Иван Димитров – Torex |
|      | 2025   | Иван Димитров – Torex |
|      | 2025   | Виктор Антонов        |